# Cenaclul Flacăra
Cenaclul Flacăra a fost un fenomen cultural desfășurat între anii 1973 și 1985 d.C., condus de poetul Adrian Păunescu. De la poezia compusă de însuși Adrian Păunescu (uneori și instant, pe scenă) și până la versurile recitate din poeziile poeților consacrați, de la muzica timid îngânată de debutanți anonimi, care urcau pentru prima dată pe scenă și până la unele piese deja cunoscute ale unor formații sau grupuri muzicale și ale unor soliști deja afirmați, Cenaclul Flacăra delecta publicul cu muzică începând de la melodii populare și până la muzică clasică, folk și rock.
Spectacolele aveau loc la început luni după-masa/seara în sala Teatrului „Ion Creangă” din București, urmate mai târziu de turnee în toată țara, spectacolele desfășurându-se pe stadioane, sălile de spectacol devenind neîncăpătoare. Printre participanți erau: Mircea Vintilă, Doru Stănculescu, Dan Andrei Aldea, Adrian Ivanițchi, Dan Chebac, Valeriu Sterian, Evandro Rosetti, Florian Pittiș, Anda Călugăreanu, Zoia Alecu, Tatiana Stepa, Vasile Șeicaru, Marcela Saftiuc, Alexandru Zărnescu și Ștefan Hrușcă. Începând cu toamna anului 1980, venea la Cenaclul Flacăra formația Continental (N. Enache, Nucu Mazilu, Alexandru Zărnescu și Romeo Beianu) care acompania întreg spectacolul, formație cu care s-a scos și singurul disc cu Cenaclul Flacăra. După plecarea lui Nicolae Enache, trupa lua o nouă turnură devenind trupa „Flapo” (A. Zărnescu, Romeo Beianu, Jerry Schwartz – formația a încercat mai mulți clapiști, dar nici unul permanent) și acompania majoritatea soliștilor și a cântecelor de grup. Alexandru Zărnescu a apărut și cu activitate solistică (Dor de Eminescu, Castelul, Dusă-i tinerețea).
Membrii „Flapo” aveau și un microrecital în cadrul cenaclului, în care fiecare devenea solist, interpretând piese internaționale de la: The Beatles, Stevie Wonder, Ricchi e Poveri ș.a. 
Din 1973 (prima oară) până în 1985 (ultima oară) au avut loc 1.615 spectacole de muzică și poezie.
Spectacolele au fost interzise în anul 1985, motivul oficial fiind busculada de la stadionul „Petrolul” din Ploiești în timpul unui spectacol, care s-a soldat cu cinci morți și câteva zeci de răniți.

## Originile
Cenaclul Flacăra a fost înființat în data de 17 septembrie 1973 la inițiativa poetului Adrian Păunescu, redactorul-șef al revistei cu același nume, proaspăt întors din Statele Unite ale Americii. Păunescu a adus mișcarea „flower power”, muzica folk și cea rock în spațiul românesc, fiind sprijinit de artiști precum Florian Pittiș, George Stanca sau Dorin Tudoran, care mai târziu vor deveni membri al acestuia.
Primele traiectorii ale cenaclului s-au îndreptat spre poezie, însă odată cu popularizarea muzicii folk în rândul românilor, membrii Flacărei s-au axat pe planul muzical în detrimentul celui poetic.
Foarte mulți artiști s-au lansat prin intermediul cenaclului, aici formându-se adevărate vedete care aveau să ia cu asalt scena muzicii românești. Majoritatea artiștilor debutaseră la „Club A”, un club înființat în anul 1969 de către studenții Facultății de Arhitectură din cadrul Universității din București. Aici au debutat, printre alții, Nicu Alifantis, Anda Călugăreanu, Mircea Vintilă etc.

## Activitatea
Între 1973 și 1975 s-au lansat foarte mulți artiști (Vasile Șeicaru, Gheorghe Gheorghiu, Nicolae Levi), însă opoziția Partidului Comunist Român față de activitatea Cenaclului Flacăra a dus la izbucnirea unei crize interioare a acestuia, generată și de pe urma faptului că Adrian Păunescu era singur în conducerea propriu-zisă a revistei Flacăra și exista o dificultate în a face față tuturor sarcinilor. Turneele se reiau în anul 1977 în semn de solidaritate față de victimele cutremurului din martie, Adrian Păunescu organizând așa-numitul „turneu al omeniei”.
Anii 1978-1979 au fost încărcați din punct de vedere cultural, întrucât apare „Radio cenaclu, valori ale muzicii tinere”, prin care oamenii puteau asculta muzică folk de acasă. Astfel, cei care nu își permiteau să participe la spectacole se bucurau acum de Cenaclul Flacăra la domiciliu.
Anii 1980 sunt bogați din punct de vedere muzical, întrucât în octombrie 1981 au avut loc primele orchestrații în direct ale Cenaclului la Brăila; anul 1982 a fost plin de debuturi, iar în anul 1983 s-a înregistrat cel mai mare turneu al Cenaclului din întreaga sa istorie (26 nov. 1982 - 30 ian. 1983).
Tot la începutul anilor '80 s-a filmat și documentarul „Te salut, generație în blugi !”, în regia lui Cornel Diaconu, fiind singurul film românesc necenzurat de autoritățile comuniste. Deși mai târziu a fost interzis, el nu a fost niciodată cenzurat sau distrus.
În data în care Cenaclul Flacăra aniversa 11 ani, adică la 17 septembrie 1984, revista „Flacăra” a anunțat crearea unui alt cenaclu, în același format, dar fără Adrian Păunescu, ci sub conducerea unei ramuri a UTC-ului, sub numele de „Serbările Scânteii Tineretului” în frunte cu Victor Socaciu. Pentru o scurtă perioadă de timp, cele 2 cenacluri au rivalizat destul de mult unul împotriva celuilalt.

## Fotbal
Principala componentă a Cenaclului Flacăra a fost cea cultural-artistică, însă pe lângă aceasta a apărut și componenta sportivă. Adrian Păunescu, fiind pasionat de fotbal, obișnuia să îi întrebe pe noii debutanți dacă știau să joace. Dacă răspunsul era afirmativ, aceștia erau privilegiați în fața poetului. 
Printre cei mai buni jucători se numărau: Adrian Păunescu (jucător la echipa „U Craiova”, până în momentul în care a început să ia în greutate), Victor Socaciu, Valeriu Penișoară, Cristi Buică, Nicu Cenan, Dinu Olărașu, Ducu Bertzi etc. Ca portari, s-au făcut remarcați Gusti Frățilă și Jimmi Zărnescu. Din punct de vedere al organizării, existau două mari sisteme de fotbal: unul intern, cu 2 echipe, ambele formate din membrii Cenaclului (prima condusă de Victor Socaciu, ulterior Vali Șerban, și cealaltă de Adrian Păunescu, în care intrau „elitele” sportive) și unul extern, în care toți membrii Cenaclului jucători de fotbal formau o echipă și concurau în fața UTC-urilor județene.
Meciurile erau arbitrate de Păunescu, însă principala problemă care apărea pe stadioane era aceea că se încălcau regulile impuse. Cea mai importantă regulă impunea interzicerea jucătorilor profesioniști. Cenaclierii erau jucători bine antrenați, însă nu erau profesioniști. Această performanță fundamentată de pasiune a născut acuzații din partea echipelor UTC-iste. Ei credeau că numărul mare de meciuri câștigate de echipa Cenaclului era dobândit prin trișare, cu ajutorul jucătorilor profesioniști. În aceste condiții, echipele UTC-urilor au început să cheme jucători performanți, pentru a concura la același nivel cu cei de la Flacăra.

## Busculada de la Ploiești și sfârșitul Cenaclului Flacăra
La data de 15 iunie 1985, Cenaclul Flacăra susținea un spectacol pe stadionul municipal de la Ploiești. Busculada a izbucnit spontan, fiind planificată de către partizanii Securității și ai Partidului Comunist Român. Evenimentul s-a soldat cu violențe – cinci persoane au decedat, iar alte câteva zeci au fost rănite. Adrian Păunescu a fost reținut în locația Județenei de Partid Prahova, iar o parte din cenaclieri au fost sechestrați în autocare, ulterior fiind trimiși la București.
În momentul izbucnirii busculadei, trupa „Flapo” concerta pe scenă, alături de care se aflau și tineri debutanți care așteptau să se lanseze pentru prima dată. Mulți dintre aceștia nu au mai avut niciodată șansa de a se face cunoscuți. În 16 iunie 1985, Cenaclul Flacăra și muzica folk au fost interzise, iar Adrian Păunescu a fost revocat din funcția de redactor-șef al revistei „Flacăra”.
Cei mai mulți artiști s-au întors la activitățile lor cotidiene, după dispariția Cenaclului. Unii au revenit pe scena muzicală după prăbușirea regimului comunist, din decembrie 1989. Aceia care au ales să se reîntoarcă la cariera artistică au încercat o revitalizare a Cenaclului ce purta numele de „Totuși, iubirea”, condus de Adrian Păunescu. Păunescu și-a continuat activitatea în mediul literar după 1990, publicându-și poeziile mai vechi cenzurate de comuniști. S-a stins din viață, în cele din urmă, la 5 noiembrie 2010, în urma unor probleme de sănătate cu care se confrunta. 

## Grupuri
- Alfa și Beta, duet: Mădălina Manole și Ștefania Ghiță
- Doina și Ion Aldea Teodorovici, duet
- Grupul 2 și jumătate, trio compus din: 2 adulți Costel Popa (chitară, voce), Emil Berzovan (violă) și un copil, Nino Popa (voce, percuție)
- Grupul Canon, cvartet: Mircea Goian, Ioan Evu, Ladislau Iakab, Grațian Ordean
- Grupul Ecou, duet: Magda Puskas și Sorina Bloj
- Grupul Partaj, duet: Magda Puskas și Tatiana Stepa
- Grupul Mondial, sextet: Mircea Drăgan, Romeo Vanica, Dragoș Vasiliu, Doru Tufiș, Mihai Cernea, Radu Ghencea - rock și pop
- Grupul Poesis, duet: Marius Bațu și Eugen Baboi
- Trupa Totuși – formație, Andrei Păunescu (șef, chitară, voce), Ionel Tănase - Tase (percuție) și, alternativ, până la 3-4 alți componenți
- Formația Phoenix, cvartet: Mircea Baniciu, Erlend Krauser, Cornel Liuba și Josef Kappl – blues și etno-rock
- Trupa FlaPo (Alexandru Zarnescu, Romeo Beianu și Jerry Schwartz – trupa a avut mai mulți clapiști ocazionali, nici unul permanent: Ionuț Văduva, Adrian Moise, Dorin Ciobâcă)
- Mesaj Group – grup de umor format din: Dan Coveianu, Richard Ștefan, Șerban Chiosan, Lucian Popescu, Mircea Năstase.
- Frații Chiriac (Ion Chiriac și Gelu Chiriac, duet)
- Grupul Cetatea: Gheorghe Molnar (chitară și voce), Mariana Șarba (vioară și voce) și Doina Pop (flaut)
- Vacanța Muzicală (Mihai Napu, Radu Pietreanu)
- Grupul Opinia (Ștefan Dinu, Valentin Nenici, Vichi Ivanov, Victor Huminic, Ionel Hamza)
- Reflex Flacăra (Gelu Colceag, Ștefan Sloboda, Gabriel Iencec, Mihai Perșa)
- Orizont '77 (Valentin Moldovan și Ghiță Danciu)
- Folk T (Lorin Stănescu, Viorel Dincă, Camelia Ciezewschi, Emil Comănescu, Marcel Kurtuhuz)
- Andante (Raul Cârstea, Constantin Neculae)
- Continental: Alexandru Zărnescu (chitară), Teodor Mazilu (chitară bas), Romeo Beianu (tobe), Nicolae Enache (clape)
- Song, coordonat de Ioan Luchian Mihalea
- Surorile Ionescu (Oana și Alice)
- Emeric Imre & Friends: Emeric Imre (voce, chitară), Răzvan Crivaci (chitară electrică), Marius Varvaroi "Roje" (clape), Sorin Zamfir (tobe)
- Victor Socaciu & Biroul Executiv: Victor Socaciu (chitară, voce), Mugurel Coman (clape), Dan Ivanciu (tobe)

## Soliști
- Adrian Ivanițchi
- Alexandru Zărnescu
- Adriana Ausch
- Anca Heroiu
- Anda Călugăreanu
- Andrei Păunescu
- Arpad Domokoș
- Aura Sipica
- Carmen Antal
- Cătălin Condurache
- Cezar Petrovici
- Constantin Dragomir
- Costas Caracostas
- Cristian Buică
- Dan Chebac
- Daniel Avram
- Dinu Olărașu
- Doru Gheaja
- Doru Stănculescu
- Ducu Bertzi
- Emeric Imre
- Emilian Onciu
- Erzsébet Ádám
- Eugen Cristea
- Evandro Rosetti
- Fábry Aladár
- Florian Pittiș
- Florentin Budea
- Florin Săsărman
- Frații Chiriac
- Nicolae Furdui Iancu
- George Nicolescu
- Gil Ioniță
- Ioan Alexandru
- Ion Hagiu
- Ion Zubașcu
- Iulia Iosipescu
- Loredana Groza
- Majay Gyozo
- Magda Puskas
- Marcela Saftiuc
- Maria Nagy
- Marin Pihuleac
- Mihaela Popescu
- Mihaela Giurgiu
- Mihai Napu
- Mihail Stan
- Mircea Baniciu
- Mircea Bodolan
- Mircea Florian
- Mircea Vintilă
- Mircea Rusu
- Nicu Alifantis
- Nicu Vladimir
- Octavian Bud
- Ovidiu Haidu
- Radu Beligan
- Radu Gheorghe
- Radu Pietreanu
- Raul Cârstea
- Ștefan Hrușcă
- Tatiana Stepa
- Tudor Gheorghe
- Valeriu Penișoară
- Valeriu Sterian
- Valentin Moldovan
- Vali Șerban
- Vasile Șeicaru
- Vasile Mardare
- Vanghele Gogu
- Victor Socaciu
- Walter Ghicolescu
- Zoia Alecu

## Relansare
În seara de 20 mai 2010, la postul de televiziune OTV au fost invitați Adrian Păunescu, Radu Pietreanu și Axinte, care au discutat despre o posibilă relansare a Cenaclului Flacăra în vara anului 2010.
Cu toate că resursele financiare insuficiente ale lui Adrian Păunescu și nesiguranța din partea unor entuziaști și edili municipali nu prea ajută la înfăptuirea acestui scop, totuși, în data de 1 august 2010, la festivitatea „Zilele Orașului Năvodari” unii membri ai Cenaclului Flacăra, susținuți de Adrian Păunescu, au făcut primii pași spre relansare, muzica folk de altădată făcîndu-se reauzită în cadrul unor recitaluri. Este considerată ca primă ieșire în public a mai multor artiști împreună cu poetul, după 25 de ani de absență, ultimul spectacol de acest gen având loc la Ploiești. OTV-ul a contribuit cu transmiterea spectacolului.

### Înregistrări audio și video
- Cenaclul Flacăra în concert - 1982 Arhivat în 7 aprilie 2020, la Wayback Machine. - Înregistrare audio completă - durată 02:11:30 ore
- O scurtă istorie a Cenaclului Flacăra - 17 septembrie 1973 - 15 iunie 1985
- Melodii interpretrate la Cenaclul Flacăra
- Ion Hagiu interpretând cântecul Căciula

### Serial în Jurnalul Național[nefuncțională]
- Scena ca scoala si stil de viata, 16 ianuarie 2005, Cristiana Mitroi, Jurnalul Național
- Cenaclul Flacara - Doua generatii in blugi, 5 noiembrie 2005, Cristina Ologeanu, Mihaela Suciu, Jurnalul Național
- Cenaclul Flacăra - Libertate și cultură[nefuncțională]
, 16 ianuarie 2005, Carmen Anghel, Jurnalul Național
- Milioane de fani[nefuncțională]
, 16 ianuarie 2005, Jurnalul Național
- Era romantică[nefuncțională]
, 16 ianuarie 2005, Costin Anghel, Jurnalul Național
- Praf de stele peste suflete[nefuncțională]
, 16 ianuarie 2005, Loreta Popa, Jurnalul Național
- Atmosferă de curaj extraordinar[nefuncțională]
, 16 ianuarie 2005, Loreta Popa, Jurnalul Național
- Trupele[nefuncțională]
, 16 ianuarie 2005, Jurnalul Național
- Ducu Bertzi - Pe muchie de cuțit[nefuncțională]
, 16 ianuarie 2005, Cristina Ologeanu, Jurnalul Național
- Tatiana Stepa - Scena ca școală și stil de viață[nefuncțională]
, 16 ianuarie 2005, Jurnalul Național
- Maria Dragomiroiu - O Mărie care ridica sala în picioare[nefuncțională]
, 16 ianuarie 2005, Daniela Cârlea ȘOntică, Jurnalul Național
- Nicu Alifantis - Nu mă simt vinovat[nefuncțională]
, 16 ianuarie 2005, Cristina Ologeanu, Jurnalul Național
- Doru Stănculescu - Pro și contra[nefuncțională]
, 16 ianuarie 2005, Jurnalul Național
- Constantin-Romeo Dragomir - Omul din umbră[nefuncțională]
, 16 ianuarie 2005, Vladimir Ioan, Jurnalul Național
- Florian Pittiș - Moțu’ lăsat fără buletin[nefuncțională]
, 16 ianuarie 2005, Carmen Plesa, Jurnalul Național
- Andrei Păunescu - A crescut o dată cu Cenaclul[nefuncțională]
, 16 ianuarie 2005, Vasile Surcel, Jurnalul Național
- Nașterea unui cântec[nefuncțională]
, 16 ianuarie 2005, Florin Condurateanu, Jurnalul Național
- Flacăra s-a stins într-o noapte[nefuncțională]
, 16 ianuarie 2005, Jurnalul Național
- Undeva, candva...[nefuncțională]
, 16 ianuarie 2005, Vicentiu Neagoe, Jurnalul Național
- Un îndemn și o legendă - Cenaclul Flacăra, 15 iunie 2008, Vasile Seicaru, Jurnalul Național